# 文心雕龍新釋
《文心雕龍新釋》是張長青對於《文心雕龍》的注釋和白話文翻譯的一個注本。2009年由湖南大學出版社出版。

## 形成
本書繼承了張長青和張會恩合注的《文心雕龍詮釋》。周振甫在《文心雕龍辭典》中批評了《文心雕龍詮釋》，認為《詮釋》抽釋譯了當中的三十七篇，認為剩下的十三篇只是一些「糟粕」。而且為了追求通俗易懂，沒有對於一些複雜的理論概念進行解釋。作者意識到文體論並不是可有可無的篇章，如今重新補足了此十三章的翻譯，在原有的基礎上補足了原文了注釋和翻譯。而對於第二個問題，他也作出了反省，認為自己三十年沒有完全讀懂《文心雕龍》，並認為是「當時整個學術研究的指導和方法不對頭」。

## 內容
據作者前言所述，本書的特點是從了「天人合一」、「三教合一」和「雙重還原法」的方式以分析《文心雕龍》。他認為「天人合一」是中國古典文藝美學的義術本體論的哲學理論依據。而他認為劉勰不是單是受儒、釋、道任意一者，而是同時受三者的影響。「雙重還原法」包括了從時間上的事物源流上考察和理解，以及是在空間上作東西文化的對比。在翻譯方面，此書參考了張光年的《駢體語譯文心雕龍》的特點，使用了駢體的翻譯方式。

## 評價
毛宣國認為，此書相比起之前的注釋方面，此書的體例相當之新穎。此書的翻譯使用了駢文，他認為這種方法能夠相當保留起原先駢體寫作的特點，也可以達到傳達和理解的作用。而在觀念上，此書的觀點沒有使用西方的二分手法，而是理解到《文心雕龍》建基於「天一合一」、「三教同源」下以寫作，例如在《原道》中可見其以天人合一的方式以解釋文心雕龍，看法相當新鮮，「超越前人」。而在方法方面，他認為基於著者熟稔中西文學理論，以「雙重還原法」所提出的觀點還原了《文心雕龍》的理解體系的民族特色。
戚良德認為，作者以「天人合一」的觀點重新審視《文心雕龍》，使此新作對於30年前的舊作有了「根本的不同和理論認識上的飛躍」，是「值得我們充份重視的龍學新成就。」。他以張長青對了《原道》論的解釋為例，認為即使他的看法不能完全得到所有學者的認同，但他對於《文心雕龍》文義美學體系的理解是較為全面的，認識站在龍學研究的先沿。他認為「天人合一」的文化理念雖然在《文心雕龍》中時常可見，但是因為劉勰在《文心雕龍》中帶有過多思想理念引致分析冒險，而他冒險以「天人合一」作為切入點就像是龍學的一把「鎖鈅」，提供了更多的新的認識和結論。
李映山認為，「天人合一」的理解能夠充份解決以前學界對於《文心雕龍》唯物和唯心之爭、祟佛或者是祟儒的論斷，還原了劉勰的原義。他認為以「雙重還原法」分析能使作者對於《文心雕龍》可以提出不少獨到的主張，和一些合理的解釋，他以「風骨」篇為例，指作者能有效解釋周骨說過去十家之間的分歧。在體例方面，作者將注釋省略了各種版本、校記，然後只注字義和典故，這種做法簡單而明了。而翻譯方面，雖然駢體翻譯可以保持句式整齊和韻律整齊，但是有些翻譯過於直白，生硬，而且失去了原書的意境，更有些地方更加是借代不清。
詹福瑞在此書的序中認為此書的「立論札實而不浮泛，解釋到位而不過度」。而對於《原道》篇的解釋以「三教合一」的觀點來說明能夠充份說了它的理論層次和理論原旨。肖立生指此書突破了過去的研究理念，以「天人合一」的理念放置在《文心雕龍》中可以很有效解釋了「文心雕龍」中「文之樞紐」的關係。而「三教合一」的觀點在研究方法上起了大的突破。而且是首本將注譯、翻譯、詮譯結合起來的書籍，使此書同時理論性和學術性。